# Edison Chen
Edison Chen (陳冠希), né le 7 octobre 1980 à Vancouver au Canada, est un acteur et chanteur canadien d'origine chinoise et portugaise. Il est notamment connu pour avoir joué dans les films Initial D et Dog Bite Dog.
Il a annoncé son retrait de l'industrie du divertissement de Hong-Kong en 2008 après le scandale des photos sexuelles publiés sur Internet.

## Biographie

### Scandale des photos privées
Edison Chen est au cœur d'un scandale après la publication sur Internet le 26 janvier 2008 de quelques centaines de photos compromettantes de l'acteur, prises dans l'intimité avec sept[réf. nécessaire] actrices et chanteuses de Hong Kong, dont Gillian Chung, Bobo Chan et Cecilia Cheung.

## Filmographie
- 2000 : Dead or Alive 2 (Dead or Alive 2: Tôbôsha), de Takashi Miike
- 2000 : Gen-Y Cops (Tejing xinrenlei 2), de Benny Chan
- 2001 : Final Romance (Yuen mong shu), de Alan Mak
- 2001 : Dummy Mommy, Without a Baby (Yuk lui tim ding), de Joe Ma et Mak Kai-Kwong
- 2001 : Dance of a Dream (Oi gwan yue mung), de Andrew Lau
- 2002 : Nine Girls and a Ghost (Gau go neui jai yat jek gwai), de Chung Shu-Kai
- 2002 : Princess D (Seung fei), de Sylvia Chang et Alan Yuen
- 2002 : Infernal Affairs (Wu jian dao), de Andrew Lau et Alan Mak
- 2003 : The Twins Effect (Chin gei bin), de Dante Lam et Donnie Yen
- 2003 : Le Médaillon (The Medallion), de Gordon Chan
- 2003 : Infernal Affairs 2 (Wu jian dao 2), de Andrew Lau et Alan Mak
- 2003 : The Spy Dad (Chuet chung tit gam gong), de Wong Jing
- 2003 : Infernal Affairs 3 (Wu jian dao 3), de Andrew Lau et Alan Mak
- 2004 : Moving Targets (San jaat si hing), de Wong Jing
- 2004 : Life, Translated, de Agan
- 2004 : Sex and the Beauties (Sing gam diy shut), de Wong Jing
- 2004 : Jiang Hu (Gong wu), de Wong Ching-Po
- 2004 : The Twins Effect 2 (Fa dou daai jin), de Patrick Leung et Corey Yuen
- 2004 : A-1 Headline (A1 tou tiao), de Gordon Chan et Chung Kai-Cheung
- 2005 : Initial D (Tau man chi D), de Andrew Lau et Alan Mak
- 2005 : Under the Same Moon (Onaji tsuki wo miteiru), de Kenta Fukasaku
- 2006 : Gumball 3000: Drivin' Me Crazy, de Charlie Hustle (vidéo)
- 2006 : Dog Bite Dog (Gau ngao gau), de Cheang Pou-Soi
- 2006 : The Grudge 2, de Takashi Shimizu
- 2008 : The Dark Knight : Le Chevalier Noir, de Christopher Nolan (caméo)
- 2009 : Snipers, tireur d'élite (Sun Cheung Sau ), de Dante Lam
- 2014 : Golden Chicken 3

## Distinctions
- Nomination au prix du meilleur espoir masculin lors des Hong Kong Film Awards 2001 pour Gen-Y Cops.